# Literatura u biomedicini
Literatura u biomedicini je skup pisanih, objavljenih i neobjavljenih radova, u bilo kom obliku, iz oblasti biomedicine kao posebne naučne oblasti. Najčešće su to: članci u časopisima, knjige i druge monografije, ostali publikovani materijali, neobjavljeni materijali, elektronski materijali.

## Istorija
U području između reka Tigar i Eufrat, naseljenom Sumercima, Akađanima, kasnije Vaviloncima i Asircima, poznato pod nazivom Mesopotamija. Ona je jedno od najvažnijih područja u istoriji čovečanstva.
Oko četiri hiljade godina pre Hrista osnovani su na ovim prostorima prvi sumerski gradove, a u više od tri hiljade godina ova četiri kulture koje su cvetale, karakterisala je najranija upotreba pisanog jezika (klinasti) koji je preživeo i do danas na mnogim glinenim pločama i gravirama. Upravo zahvaljujući prenosu, naučnih, socijalnih i administrativnih informacija, današnji istoričari medicine nalaze najstarije medicinske pisane tragove, koji dosežu do petog milenijuma pre nove ere. Zbog svega ovoga, Mesopotamija je poznata i ne samo kao „kolevka civilizacije“, već i prvih pisanih naučnih publikacija iz oblasti biomedicine.
Od svih tih glinenih ploča oko 800 ploča, je posebno posvećeno medicini. Tako je na pločici pronađenoj u Nipuru (Nippur) (koja se danas smatra najstarijim pisanim medicinskim dokumentom) zabeleženo nekoliko recepata za lečenje.
Egipatska medicina je u velikoj meri magična, ali sa magijom se paralelno razvijalo i naučno razmišljanje u područjima kao što su; medicinska astrologija, botanika, minerologija, anatomija, javno zdravlje ili klinička dijagnostika, što je u ono vreme predsvljalo veliki napredak na putu razumevanja mnogih bolesti. U velikoj grupi tekstova tzv. popularnog hermetizma, koji su pripisani legendarnim Egipćanima Nehepsu, Petozirisu i Hermesu Trismegistu, (3. vek p. n. e.), navodi se i očigledna prisna veza između astrologije i medicine. Tekstovi obrađuju područje botanike, mineralogija, ali i medicine i medicinske astrologije u kojima se određene lekovite biljke, minerali i delovi ljudskog tela povezuju sa znacima zodijaka, sa planetama i njihovim međusobnim položajima itd...„U svim tim astrologijsko-alhemijsko-magijskim traktatima osnovna je pretpostavka teza o međusobnoj povezanosti svih delova kosmosa, teza o delovanju zakona simpatije i antipatije...“ na telo čoveka i njegovo okruženje. Astrologija pri tome ima važnu ulogu u medicini, ne samo u predviđanju toka bolesti, već i u lečenju.
Za uvid u stepen razvoja i izučavanje nekih aspekata drevne egipatske medicine danas su na raspolaganju medicinski papirusi iz razdoblja od oko 1900. p. n. e. do 1200. p. n. e., kao najznačajniji dokaz razvijenosti medicine u starom Egiptu, koji su sačuvani do naših dana. Te svojevrsne medicinske rasprave, kojih je za sada nađeno osam, potiču doduše iz ranijeg perioda, od 12. do 20. dinastije, ali oni praktički reflektuju daleko starija medicinska saznanja još iz Starog carstva. Nauci su poznata tri drevna spisa - Papirus Kahun, Papirus Smit i Papirus Ebers, i jedan prepis drevnih spisa Batijev papirus.
- Papirus iz Kahuna (oko 1850. p. n. e..) - posvećen je ženskim bolestima.
- Smitov (Edwin Smith - Njujork) papirus (oko 1550. p. n. e.)- prepis dela iz III milenijuma p. n. e.- (koji po sadržaju podseća na hirurški udžbenik) sastoji se iz dva dela: jedna je iz anatomije (najveći deo je Knjiga o krvnim sudovima srca), a druga iz hirurgije. U 48 poglavlja vodi se rasprava o ranama i povredama prema anatomskim regijama. Svako poglavlje sadrži pet delova: prirodu rane, ispitivanje simptoma, dijagnozu, lečenje i prognozu preživljavanja. I pored toga što je nepotpun, papirus dosta verno oslikava egipatsku hirurgiju. Knjiga iz hirurgije sadrži opise 48 slučajeva, povreda, rana, prelome, iščašenja i tumora. Za sve slučajeve opisi su posebno dati i po težini klasifikovani kao: bolest koja se leče, bolesti si kojima se bori i bolest koja se ne leči. Detaljno su opisane povrede glave, grudnog koša, kičmenog stuba i data uputstva za njihovo lečenje. Opisana je repozicija vilice, imobilizacija dugih kostiju, šivenje i lečenje rana. Opisana je i traumatska aneurizma, a dato je upozorenje da se neki apscese (npr. tuberkulozni) ne otvaraju.
- Ebersov papirus (Georg Ebers - Lajpcig)   (oko 1550. p. n. e.) za istoriju medicine ima veći značaj od Smitovog papirusa,i glavna je knjiga staroegipatske medicine i farmacije. Georg M. Ebers, nemački egiptolog je 1872. uspeo da pronađe još jedan drevni medicinski spis, papirusa dugačak oko dvadeset metara, sa 108 kolona hijeroglifa. Papirus je pisan istim jezikom i pismom kao Smitov i verovatno potiče iz istog perioda (oko 1550. p. n. e.). Priručnik je sastavljenom iz poglavlja o unutrašnjim, očnim, kožnim, ženskim i hirurškim bolestima. Sastoji se od 108 gusto pisanih odlomaka, na hijeratskom pismu. Recepti su svrstani prema bolestima, a nakon naslova dat je u nastavku pregled bolesnika sa dijagnozom i načinom lečenja. U Ebersovom papirusu detaljno je obrađeno krvarenje, što nije slučaj sa Smitovim. U tom kontekstu, pisac papirusa upozorava;
...“džep pun elastične tečnosti (cista, apsces) treba da se leči presecanjem”... ali i da se pri tome ...“vodi računa o krvnim sudovima. Ukoliko krvarenje potiče iz krvnog suda ili otoka (hematom, aneurizma) krvnog suda, moraš ga liječiti nožem koji se zagrije u vatri a ukoliko je krvarenje veliko iz rane (krvnog suda), moraš je spaliti vatrom“...
- Batijev (Chester Beatty - London) papirus- prepis je originala iz 13 ili 14 veka p. n. e., – u kome su opisane bolesti anusa. Ovaj zapis se nalazi u Britanskom muzeju u London (Chester Beatty)

## Namena i funkcija naučne literature
Literatura u biomedicini ja značajan izvor podataka, informacija i znanja koja prethode novim delima, bilo da se koriste direktno ili indirektno, bilo da su objavljeni ili neobjavljeni (predavanja, lična korespondencija, i sl.).
Svakii straživaki projekat u biomedicini mora početi peoučavanjem literature i mora se završiti navođenjem korišćene literature u objavljenoj publikaciji.
Literatura se može koristiti i :direktno navoditi – citirati; indirektno navoditi – parafraziratii ili na nju upućivati – referencirati, u svim naknadno objavljenim novim delima u kojima je ona korišćena u pisanju stručnog rada, članka knjige i slično, proisteklih iz biomedicinskog istraživanja ili izučavanja neke oblasti.
Funkcija
Funkcije naučne literature je:
- Dobijeni rezultati se na najboljii način izlažu i predstavljaju završnu etapu svakog istraživanja
- Širenje naučnih informacija u prostoru i vremenu
- Predstavlja osnov za utvrđivanje prioriteta u istraživanju
- Stimulišu dalja istraživanja
- Broj objavljenih naučnih publikacija je merilo stvaralačke produktivnosti istraživača
- Čineći deo svetske riznice nauke naučna literatura dobija novi kvalitet

## Klasifikacija  biomedicinske naučne literature

### Primarna literatura
Naučni radovi u naučnim časopisima, transkripti govora ili predavanja, upitnici, intervjui, privatna dokumentacija, doktorske disertacije, patenti tj. sve ono što se može smatrati ’’informacijom iz prve ruke’’, naziva se primarnom literaturom.
Primarnom literaturom se najčešće smatraju dela koja služe kao polazna tačka za teorijsku raspravu, pisanje stručnih radova i istraživanje.
Prema vremenu objavljivanja ova literatura se smatra prvoobjavljenom..

### Sakundarna literatura
Sekundarnu literaturu čine izveštaji, analize, studije, priručnici, bibliografske baze podataka i sl., koje se baziraju na primarnim izvornicima, to jest, koji se bave sadržinom i informacijama koje se u njima nalaze.
Sekundarna literatura može sadržati identičnu informaciju kao i primarna literatura, ali je ona u tom slučaju ’’prepričana’’ na osnovu originalnog teksta.
Prema vremenu objavljivanja ova literatura se smatra drugoobjavljenom..

### Tercijarna literatura
Tercijernu literaturu čine priručnici (enciklopedije, leksikoni) udžbenici, mrežne stanice,  vodiči, koje se baziraju na prerađenim i kritički procenjenim informacijama iz primarnih sekundarnih publikacija.
Prema vremenu objavljivanja ova literatura se smatra poslednjom.

## Podela biomedicinske literature

### Članci u časopisima
U ovu grupu spadaju stručni, naučni i popularni članci, koji se po pravilu objavljuju pre svega u stručnim ili naučnim časopisima ali i u opštim časopisima, novinama i drugim časopisima za popularizaciju znanja.

#### Članci objavljeni u stručnim ili naučnim biomedicinskim časopisima
Izvorni naučni članak
On je prva objava originalnih istraživačkih rezultata u takvom obliku da istraživanje može da se ponovi, a utvrđene činjenice provere. Po pravilu je organizovan po shemi IMRAD (Introduction, Methods, Results And Discussion) za eksperimentalna istraživanja ili na deskriptivan način za deskriptivna naučna područja. Mora da bude objavljen u naučnom časopisu sa recenzentskim sistemom prihvatanja članaka i recenziran. 
Pregledni naučni članak
On donosi pregled najnovijih dela o određenom predmetnom području, dela pojedinog istraživača ili grupe istraživača sa ciljem da se već publikovane informacije sažmu, analiziraju, evaluiraju ili sintetizuju. Donosi nove sinteze koje takođe uključuju rezultate sopstvenog istraživanja autora. Mora da bude objavljen u naučnom časopisu sa recenzentskim sistemom prihvatanja članaka i recenziran. 
Kratki naučni prilog
Ovaj prilog je izvorni naučni članak kod kojeg neki elementi sheme IMRAD mogu da budu izostavljeni. Ukratko sažima rezultate završenog izvornog istraživačkog dela ili dela koje je još u toku. Ovde spadaju i kratki pregledi i prethodne objave, ako imaju značaj kratkog naučnog priloga.
Stručni članak
To  je prikaz već poznatog, s naglaskom na upotrebljivosti rezultata izvornih istraživanja i širenju znanja. Zahtevnost ovog teksta prilagođena je potrebama korisnika i čitaoca stručnog ili naučnog časopisa u kojem je objavljen.
Recenzija, prikaz knjige, kritika
Radi se o prilogu koji je objavljen u naučnoj ili stručnoj publikaciji (časopisu, knjizi itd.), u kojem autor ocenjuje ili dokazuje pravilnost/nepravilnost nekog naučnog ili stručnog rada, kriterijuma, mišljenja ili utvrđene činjenice i/ili pobija/podržava/ocenjuje utvrđene činjenice, radove ili mišljenja drugih autora. Prikaz stručnog mišljenja, mišljenja o naučnom, stručnom ili umetničkom delu, naročito s obzirom na njegov kvalitet.

#### Članci objavljeni u drugim publikacijama časopisima  i novinama
U ovu grupu članaka spadaju popularni članci, koji se po pravilu objavljuju u opštim časopisima i novinama i drugim časopisima za popularizaciju znanja.
Zbornik sa stručnih sastanaka
Sažetak izlaganja (predavanja, referata, postera) na konferenciji koji je objavljen u zborniku konferencije ili u naučnom, odnosno stručnom časopisu, ili na veb sajtu konferencije, odnosno organizatora konferencije.
Popularni članak
To je članak za popularizaciju naučnih ili stručnih spoznaja i društvene uloge istraživačke i razvojne delatnosti. Po pravilu ovi članci se objavljuju u opštim časopisima i novinama i drugim časopisima za popularizaciju znanja.
Objavljeno naučno izlaganje na konferenciji (pozvano predavanje)
Ovaj članak objavljen je u zborniku konferencije ili u naučnom, odnosno stručnom časopisu, ili na veb sajtu konferencije, odnosno organizatora konferencije.
Objavljeno stručno izlaganje na konferenciji (pozvano predavanje)
Ovaj članak objavljen je u zborniku konferencije ili u naučnom, odnosno stručnom časopisu, ili na veb sajtu konferencije, odnosno organizatora konferencije.

### Knjige i druge monografije
Knjiga
Knjiga je ukoričena štampana publikacija jednog ili više autora od najmanje 49 stranica (UNESCO-va definicija), 
Zbornik radova
Je oblik publikacije koji predstavlja skup originalnih radova ili sažetaka  izlaganja (predavanja, referata, postera) na konferenciji koji je objavljen u zborniku konferencije ili u naučnom, odnosno stručnom časopisu, konferencije, odnosno organizatora konferencije.
Disertacija
Disertacija je posebna vrsta naučne publikacije koja predstavlja rezultat samostalnog naučnog i istraživačkog rada doktoranta.
Master rad
Završni rad (master rad) je samostalni stručni rad u kojem se obrađuje odabrana tema. Piše se na završetku master akademskih studija.

### Ostali publikovani materijali
Novinski članak
To je članak za popularizaciju naučnih ili stručnih spoznaja i društvene uloge istraživačke i razvojne delatnosti. Po pravilu ovi članci se objavljuju u opštim časopisima i novinama i drugim časopisima za popularizaciju znanja.
Sveto pismo
Rečnici i slični izvori

### Neobjavljeni materijali
Materijali u štampi
Materijali iz arhive naučne ustanove

### Elektronski materijali
Članci u elektronskom formatu
Monografija u elektronskom formatu
Kompjuterska datoteka

## Razlozi za citiranje literature pri pisanju naučnog rada
Citiranje literature predstavlja standardizovan metod prikazivanja izvora informacija i ideja koje se koriste u pisanju naučnog rada, i to na jedinstveni način koji identifikuje njihove izvore.
Postoje tri osnovna razloga zašto treba citirati literaturu koja se koristi pri pisanju naučnog rada:
- Da bi se prikazale zasluge autora drugih radova, bilo da se autor sa njima slaže ili ne. Kada se koriste reči drugih autora, to se mora naznačiti korišćenjem navodnika i citiranjem.
- Da bi se čitaocima pokazao materijal na kome je bazirana analiza, diskusija ili zaključci.
- Da bi se pokazalo čitaocima kako mogu da dođu do materijala koji je korišćen, kako bi mogli da ga ispitaju i sami. Njihovo interesovanje može biti u smislu potvrde autorovog rada, njegovog opoziva ili daljeg istraživanja teme.

## Pravilno navođenje naučne literature[7]
Postoji više prihvaćenih sistema citiranja literature. Pojedine nauke, prema svojim potrebama, oblikuju citiranje literature iz različitih izvora gradeći svaka svoje standarde (Chicago, Harvard, Turabian, APA-American Physological Association, MLA-Modern Language Association, AMA-American Medical Association i dr.). Svaki od postojećih sistema citiranja ima svoje prednosti i mane, a svaki časopis je opredeljen za neki od njih. Međutim, svima je zajedničko citiranje tačnih podataka i jednoobraznost. 

### Radovi u časopisima
Standardni članak u časopisu (navesti sve autore do 6, posle dodati et al.)
- Jurhar-Pavlova, M.; Petlichkovski, A.; Trajkov, D.; Efinska-Mladenovska, O.; Arsov, T.; Strezova, A.; Dinevska-Kjovkarova, S.; Mitev, S.; Spiroski, M. (2003). „Influence of the elevated ambient temperature on immunoglobulin G and immunoglobulin G subclasses in sera of Wistar rats.”. Vojnosanit Pregl. 60 (6): 657—61. PMID 14737884. doi:10.2298/VSP0306657J.

Ako časopis ima kontinualno straničenje u celom volumenu, poželjno je navesti broj sveske.
Organizacija kao autor
- The Cardiac Society of Australia and New Zealand Clinical exercise stress testing (1996). „Safety and performance guidelines”. Med J Aust. 164: 282—4. doi:10.5694/j.1326-5377.1996.tb94191.x.

Bez autora
- „Cancer in South Africa [editorial]”. S Afr Med J. 84: 15. 1994.

Volumen sa suplementom
- Tadić V, Ćetković S, Knežević D (1989). „Endogenous opioids release: an alternative mechanism of cyanide toxicity?”. Iugoslav Physiol Pharmacol Acta. 25. Suppl 7: 143–4.

Sveska sa suplementom
- Dimitrijević J, Đukanović Lj, Kovačević Z, Bogdanović R, Maksić Đ, Hrvačević R;  . (2002). „Lupis nephritis: his-topathologic features, classification and histologic scoring in renal biopsy”. Vojnosanit Pregl. 59 (6 Suppl): 21—31. PMID 12852143..

Volumen sa dêlom (Pt)
- Ozben, T.; Nacitarhan, S.; Tuncer, N. (1995). „Plasma and urine sialic acid in non-insulin dependent diabetes mellitus”. Ann Clin Biochem. 32 (3): 303—306. PMID 7632035. doi:10.1177/000456329503200307. (Pt 3): 303–6.

Sveska sa delom
- Poole, G. H.; Mills, S. M. (1994). „One hundred consecutive cases of flap lacerations of the leg in ageing patients”. N Z Med J. 107 (986 Pt 1): 377—378. PMID 7936465. (986 Pt 1): 377–8.

Rečnici i slični izvori
- Turan I, Wredmark T, Fellander-Tsai L. „Arthroscopic ankle arthrodesis in rheumatoid arthritis”. Clin Orthop (320): 110—4. 1995..

Bez volumena i sveske
- Browell, D. A.; Lennard, T. W. (1993). „Immunologic status of the cancer patient and the effects of blood transfusion on antitumor responses”. Curr Opin Human Surg: 325—333. PMID 7584003. : 325–33.

Paginacija rimskim brojevima
- Fisher, G. A.; Sikic, B. I. (1995). „Drug resistance in clinical oncology and hematology.”. Introduction. Hematol Oncol Clin North Am. 9 (2).xi–xii.

### Knjige i druge monografije
Pojedinac kao autor
- Ringsven MK, Bond D. Gerontology and leadership skills for nurses. 2nd ed. Albany (NY): Delmar Publis- hers; 1996.

Urednik (editor) kao autor
- Balint B, editor. Transfusiology. Belgrade: Zavod za udžbenike i nastavna sredstva; 2004. (Serbian)

Poglavlje u knjizi
- Mladenović T, Kandolf L, Mijušković ŽP. Lasers in dermatology. In: Karadaglić Đ, editor. Dermatology. Belgrade: Vojnoizdavački zavod & Verzal Press; 2000. стр. 1437–49.. (Serbian)

Zbornik radova sa kongresa
- Kimura J, Shibasaki H (ур.). „Recent advances in clinical neurophysiology”. Proceedings of the.. 10th International Congress of EMG and Clinical Neurophysiology; 1995 Oct 15–19; Kyoto, Japan. Amsterdam: Else- vier; 1996.

Rad iz zbornika
- Bengtsson S, Solheim BG. Enforcement of data protection, privacy and security in medical informatics. In: Lun KC, Degoulet P, Piemme TE, Rienhoff O, editors. MEDINFO 92. Proceedings of the 7th World Con- gress on Medical Informatics; 1992 Sep 6–10; Geneva, Switzerland. Amsterdam: North-Holland; 1992. стр. 1561–5..

Disertacija
- Knežević D. The importance of decontamination as an element of complex therapy of poisoning with orga-nophosphorous compounds [dissertation]. Belgrade: School of Veterinary Medicine; 1988 (Serbian).

### Ostali objavljeni materijali
Novinski članak
- Vujadinović J (2002). „The inconsistency between federal and republican regulation about pharmacies. In between double standards”. Borba: 5. February 28;. (Serbian)

Sveto pismo
- Serbian Bible. Belgrade: British and Foreign Biblical Society; 1981. Book of Isaiah 2: 19–22. (Serbian)

Rečnici i slične reference
- Kostić AĐ. Multilingual Medical Dictionary. 4th Ed. Belgrade: Nolit; 1976. Erythrophobia; p. 173–4.

### Neobjavljeni materijal
U štampi (in press)
- Pantović V, Jarebinski M, Pekmezović T, Knežević A, Kisić D (2004). „Mortality caused by endometrial cancer in female population of Belgrade.”. Vojnosanit Pregl. 61 (3): 267—272. PMID 15330299. doi:10.2298/VSP0403267P.; 61 (2): in press. (Serbian)

### Elektronski materijal
Članak u elektronskom formatu
- Morse, S. S. (1995). „Factors in the emergence of infectious disease”. Emerg Infect Dis. 1 (1): 7—15. PMC 2626828 . PMID 8903148. doi:10.3201/eid0101.950102.

Monografija u elektronskom formatu
- CDI, clinical dermatology illustrated [monograph on CD-ROM]. Reeves JRT, Maibach H. CMEA Multime- dia Group, producers. 2nd ed. Version 2.0. San Diego: CMEA; 1995.

Kompjuterska datoteka
- Hemodynamics III: the ups and downs of hemodynamics [computer program]. Version 2.2. Orlando (FL): Computerized Educational Systems; 1993.

## Spoljašnje veze
- „Vrste naučnih publikacija - PP prezentacija” (PDF). Архивирано из оригинала (PDF) 1. 1. 2017. г.